# Каманче
Каманче (такође каманча) (перс. کمانچه) је ирански гудачки инструмент, који се такође користи у јерменској, азерској, турској и курдској музици и повезан је са ребабом, историјским претком каманчеа, а такође и са византијском лиром, предаком европске породице виолина. Каманче се широко користи у класичној музици иранске, јерменске, азербејџанске, узбекистанске, туркменистанске и курдистанске регије са малим варијацијама у структури инструмента.
Уметност израде и свирања на каманчеу је 2017. године уврштена на Унескову листу нематеријалног културног наслеђа човечанства, као наслеђе Азербејџана и Ирана.

## Назив и етимологија
Реч каманче на персијском значи мали лук. Турска реч кеменче позајмљена је из персијског, а изговор је прилагођен турској фонологији. Означава гудачки жичани инструмент, али се турска верзија значајно разликује по структури и звуку од персијског каманчеа. Постоји и инструмент кабак кемане, (жичани инструмент у облику бундеве) који се користи у турској музици, а који се само мало разликује од персијског каманчеа.

## Историја
У периодима владавине династија Сафавида и Каџар, каманче је био један од најважнијих инструмената који се користио у прославама. Такође је описан у слављима и ратним сценама из монголског и тимуридског периода. Зидна фреска у Палати Ћехел сотон у Исфахану приказује свирача каманчеа међу групом дворских музичара на краљевском двору. На слици на зиду приказана је сцена са гозбе шаха Абаса Другог у част туркестанског емира Надера Мухамеда Хана 1646. године. Осим тога, жена која свира каманче насликана је на другој слици на зиду Палате Хашт Бехешт у Исфахану.

## Структура
Каманче има дугачак врат, укључујући прагове, који се израђује у облику зарубљене обрнуте купе за лакше померање гудала у доњем делу, главу са чије обе стране су усађене чивије, која се завршава пужем. Традиционално, каманче је имао три свилене, док савремени инструменти имају четири металне жице. Каманче може бити богато украшено умецима, са чивијама од  резбарене слоноваче. Тело има дуги горњи врат и доњу резонантну комору у облику посуде, направљену од тикве или дрвета, обично прекривену мембраном направљеном од коже јагњета, козе или понекад рибе, на коју је постављена кобилица. Са доње стране стрчи шиљак који подупире каманче док се свира. Свира се седећи и држи попут виолончела, мада је отприлике дужине виолине. Доњи клин може се ослонити на колена или бедра док свирач седи у столици.